# Protipapež Klemen III.
Klemen III., protipapež Rimskokatoliške cerkve; * 1029 Corregio (Lombardija, Sveto rimsko cesarstvo); † 8. september 1100 (Cività Castellana,Lacij, Papeška država, Sveto rimsko cesarstvo). 

## Življenjepis
Protipapež Klemen III. se je rodil v Parmi 1029 kot Wibert, Guibert oziroma Gulbert. 
Cesar Henrik IV. je v Canossi dobil od papeža odvezo od izobčenja, ker je samovoljno postavljal škofe; vendar kesanje ni bio iskreno, ampak iz koristoljubja: da bi si utrdil vladarski položaj. Kljub temu pa so se razmere vedno bolj zapletale; čeprav se je Henrik spravil s papežem, so v Nemčiji že marca 1077 izvolili protikralja Rudolfa Švabskega. Henrik se je moral boriti za krono. Zahteval je, naj papež izobči Rudolfa, sicer bo sam postavil protipapeža. Gregor pa je marca 1080 Henrika ponovno izobčil, ta pa je 1080 škofa Wiberta iz Ravene postavil za protipapeža kot Klemena III. V vihri investiturnih bojev so ga 25. junija 1080 v Brixnu izvolili za protipapeža. Po zmagi nad Rudolfom se je Henrik podal v Italijo in 1083 zavzel Rim. Leta 1084 so Wiberta v Rimu ustoličili, pridružilo se mu je nekaj kardinalov. Na Veliko noč 1084 je Henrika IV. kronal za cesarja. Gregor VII. se je moral pred njim umakniti v Salerno, kjer je 25. maja tudi 1085 umrl. Po Gregorjevi smrti si je pridobil precejšen vpliv v Italiji. Delal je velike težave tudi Gregorjevim naslednikom, vendar je 1098 moral bežati iz Rima. 

## Smrt
Umrl je v Cività Castellana (Lacij, Papeška država, Sveto rimsko cesarstvo) 8. septembra 1100.
Njegova nenadna smrt je šla na roko nedavno (13. avgusta 1100) novoizvoljenemu Pashalu II.. O tem pravi poročilo takole: 
V Rimu je papežu vse šlo na roke. Ljudi je osvajala njegova prijaznost; zdelo se je, da so se zedinili v zvestobi svojemu novemu duhovnemu poglavarju. Začeli so skrbeti, kako bi pregnali protipapeža iz svojega sosedstva; pravočasno darilo tisoč unč zlata, ki ga je poslal papežu sicilijski vojvoda Roger I., je še povečala možnosti za uresničitev njegovih načrtov. Ko so ga pregnali iz Albana, se je Guibert (tudi: Gulbert) napotil v Civitá Castellana, kjer je nenadna smrt napravila konec njegovim visokoletečim načrtom (septembra 1100). Ko so začeli njegovi pristaši širiti govorice, da je videti na njegovem grobu čudežno svetlobo in da se tam dogajajo čudeži, je papež napravil temu konec: dal je izkopati truplo in ga vreči v Tibero. Orderik (Ordericus) je ohranil nekaj verzov o Guibertu, ki naj bi rabili kot njegov epitaf. Bili so delo Pierleona, ki naj bi bil postal – kakor se čudno sliši – oče protipapeža. Pesnik omenja, da si je Guibert potem, ko so ga izgnali iz obeh krajev: Rima in Ravene, zaslužil prebivališče v peklu zaradi uporabljanja imena brez vsebine. 